# Blu (rappeur)

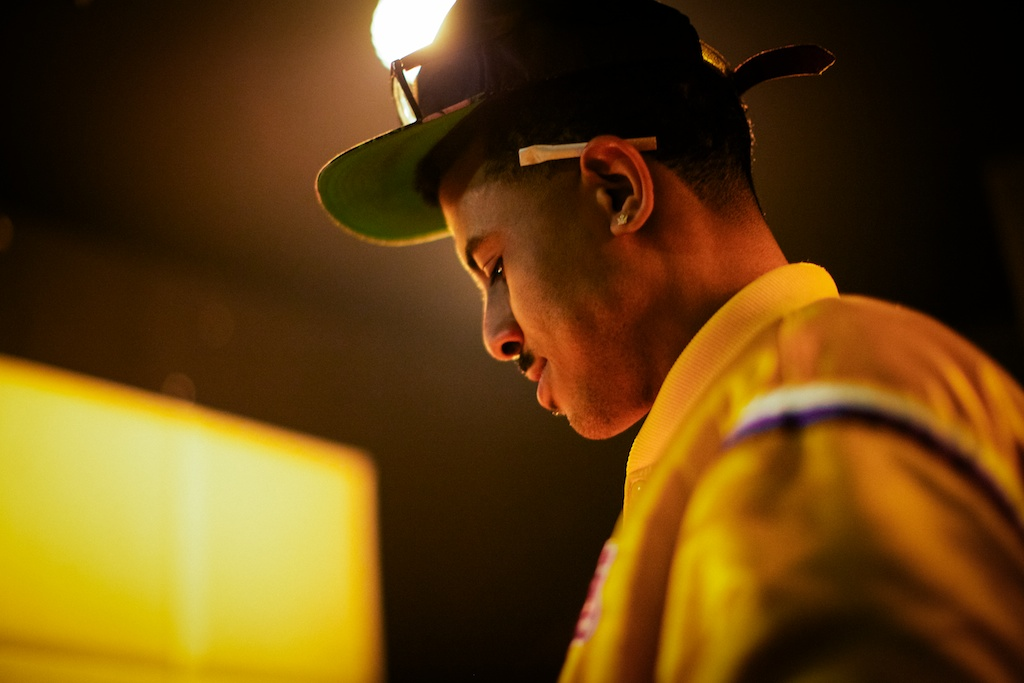
Blu en 2013.

Blu, de son vrai nom Johnson Barnes, né le 15 avril 1983 à Los Angeles, en Californie, est rappeur et producteur américain. Après le succès de son premier album, Below the Heavens en 2007, Blu est nommé « rookie de l'année » par HipHopDX. En 2011, Blu compte au total six albums. En septembre 2011, il publie l'album Open, son quatrième projet solo. Son cinquième album solo, Good to Be Home, est publié le 20 mai 2014 au label Nature Sounds.

## Biographie

### Enfance
Johnson Barnes est né le 15 avril 1983 à San Pedro, en Californie. Élevé par sa mère et son beau-père pasteur, Barnes devient influencé par le gospel et le hip-hop chrétien en grandissant. Cependant, Barnes était également influencé par le gangsta rap qu'il a connu par son père biologique, ce qui explique son mélange de paroles conscientes mais agressives. À ses débuts dans la musique, Johnson travaille comme hype man pour des artistes et groupes de rap et soul underground comme Slum Village, Steve Spacek, Platinum Pied Pipers, et Emanon. Inspiré par Common, Barnes se tourne par la suite vers le freestyle. Lors d'un entretien avec HipHopDX, Barnes explique ses sensations lorsqu'il écoutait I Used to Love H.E.R. de Common : « Quand j'ai entendu ça, ça a changé ma vie. C'est à partir de ce moment que j'ai écouté du hip-hop. Ca m'a permis de modifier mon approche et mon style. Grâce à ça, je voulais m'y mettre sérieusement. » Blu est également un ami proche de Miguel, ancien résident de San Pedro.

### Débuts (2003)
Les premières chansons de Blu sont retracées en 2003 sur l'EP Brüse Brothers de Jac Spade aussi connu sous le nom de Blacc/ Donel Smokes. Spade est également un producteur qui a travaillé pour Chali 2na et Akil the MC, membre du Jurassic 5 et de Planet Asia, notamment.

### 2004–2008
Blu signe au label indépendant Sound in Color en 2004, qu'il choisit à la place de gros labels comme Interscope Records et Death Row Records. Après avoir été présenté à Exile par Aloe Blacc, Blu publie son premier album Below the Heavens en août 2007. Le journal new-yorkais The Village Voice le considère comme « l'album de rap indé qui donne à réfléchir. » Après le succès de cet album, et après avoir été nommé « rookie de l'année » par HipHopDX, le rappeur commence à travailler avec le rappeur et producteur Ta'Raach, originaire de Détroit, sur l'album commun The Piece Talks, publié au label Tres Records en avril 2008. En septembre cette même année, le label publie l'album commun Johnson&Jonson de Blu et du producteur Mainframe.
Après l'accueil de Johnson&Jonson, Blu et Mainframe forment le label New World Color. Pour célébrer l'événement, ils publient l'EP E.Q.E.P. qui fait participer des rappeurs comme Gonjasufi et Dirty Paper. En parallèle ces projets, Blu publie son deuxième album solo (So)ul Amazing.

### 2009–2010
En 2009, Blu publie son troisième album solo, Her Favorite Colo(u)r. Il est initialement prévu comme mixtape gratuite, mais finalement réédité comme album au label Nature Sounds en 2011. L'album est également connu pour ses sonorités jazz et neo soul, et sa reprise de chansons d'artistes comme Billie Holiday, Jimi Hendrix et Curtis Mayfield. La même année, Blu publie sa mixtape (So)ul Amazing II avec DJ Heat. La tape fait participer Talib Kweli, will.i.am, Kid Cudi, Evidence, The Alchemist, et Co$$.
En 2009, le magazine hip-hop XXL cite Blu dans son Top 10 Freshmen of 09'. Cette même année, Blu commence la production avec 8 chansons instrumentales sur un album intitulé NoSleepForADay. Cette année assiste également à la signature de Blu chez la major Warner Bros..
L'année suivante, Blu publie un LP instrumental, theGodleeBarnes.

### 2011–2012
En janvier 2011, Blu publie And If You See The E Drop Em, un titre inspiré d'une phrase de Below the Heavens. Blu publie trois albums en 2011, intitulés Jesus, NoYork!, et Open avec Nature Sounds. L'album Jesus est publié indépendamment sur New World Color en juillet. Blu quitte ensuite le label Warner en octobre, décidant de publier son album NoYork! en libre téléchargement. Sur sa décision de quitter Warner Brothers, Blu explique : « Warner c'est la loose ! Kweli s'est tiré, Tick qui a signé les Beastie Boys s'est tiré, mon A&R Naim Ali (qui l'était également pour Roots et Common) s'est tiré. Le président s'est fait virer ou s'est lui aussi tiré. Son fils, le VP of Sire s'est tiré. Ces gars se sont fait racheter par les Russes qui se foutaient de tout sauf de Rick Ross alors... [sic] . »
Le 22 février 2012, Blu publie Ucla exclusivement sur sa page Bandcamp et explique que l'album a été produit par Madlib. Selon Stones Throw, le label de Madlib, Madlib ne s'est jamais impliqué dans cet album, et ce dernier est retiré de la page Bandcamp de Blu. En 17 mars 2012, Blu publie no york e mo work (rmx z 1.3), un album remix de NoYork!. En juillet 2012, il annonce une nouvelle version de Give Me My Flowers While I Can Still Smell Them, et un EP, Maybe One Day, le 24 juillet.

### Depuis 2013
L'album de Blu, Good to Be Home, est publié en 2014 sur Nature Sounds. En 2015, Blu, le rappeur MED et le producteur Madlib publient une chanson intitulée Knock Knock en featuring avec MF DOOM. Le trio révèle un nouvel album intitulé Bad Neighbor qui sera leur premier album commun depuis les EPs The Burgundy et The Buzz en 2013.

## Discographie

### Albums studio
- 2011 : Her Favorite Colo(u)r
- 2013 : York
- 2014 : Good to Be Home

### Albums collaboratifs
- 2007 : Below the Heavens (avec Exile, sous Blu & Exile)
- 2008 : The Piece Talks (avec Ta'Raach, sous C.R.A.C. Knuckles)
- 2008 : Johnson&Jonson (avec Mainframe, sous Johnson&Jonson)
- 2012 : Give Me My Flowers While I Can Still Smell Them (avec Exile, sous Blu & Exile)
- 2015 : Bad Neighbor (avec MED et Madlib)
- 2016 : Crenshaw Jezebel (avec Ray West)

### Mixtapes
- 2011 : TheGodleebarnes
- 2011 : j e s u s

### Compilations
- 2009 : Open (The Instrumental LP)
- 2009 : No Sleep for a Day
- 2011 : The Norman Rockwell Beat Tape

### EPs
- 2012 : Maybe One Day (avec Exile, sous Blu & Exile)
- 2013 : The Burgundy (avec MED et Madlib)
- 2013 : Gods in the Spirit (avec Nottz)
- 2013 : The Buzz (avec MED et Madlib)
- 2016 : Titans in the Flesh (avec Nottz)

### Singles
- 2006 : The Narrow Path
- 2011 : Lemonade
- 2011 : Cellnl's
- 2011 : Amnesia
- 2013 : The Clean Hand
- 2014 : The West
- 2015 : The Return b/w Thriller
- 2015 : Kiss the Sky

### Apparitions
- The Politik - Moonlight sur The Politik (2007)
- Dela - Vibrate surChanges of Atmosphere (2008)
- Alchemist - Therapy sur Chemical Warfare (2009)
- Big Tone - A Song Called Triumph from The Art of Ink (2009)
- The Grouch & Eligh - Old Souls sur Say G&E! (2009)
- Fashawn - Samsonite Man sur Boy Meets World (2009)
- The Roots - Radio Daze et The Day sur How I Got Over (2010)
- Dela - Mars (Remix) sur Atmosphere Airlines (2010)
- Exile - When Nothing's Left sur 4TRK Mind (2011)
- Mestizo - Green Green sur De'Nir (2012)
- L'Orange - Alone sur The Mad Writer (2012)
- MHz Legacy - Yellow & Blue sur MHz Legacy (2012)
- Slum Village - Let It Go sur Evolution (2013)
- Dag Savage - Don't Stop sur E & J (2014)
- CunninLynguists - The Morning sur Strange Journey Volume Three (2014)
- Step Brothers - Tomorrow sur Lord Steppington (2014)
- Skyzoo & Torae - Rediscover sur Barrel Brothers (2014)
- Black Milk - Leave the Bones Behind sur If There's a Hell Below (2014)
- L'Orange - Need You sur The Orchid Days (2014)
- Homeboy Sandman - Loads sur Hallways (2014)
- The Grouch & Eligh - Akfam sur The Tortoise and the Crow (2014)
- L'Orange & Kool Keith - This New World sur Time? Astonishing! (2015)